# پتاسیم منگنات
پتاسیم منگنات ترکیبی معدنی با فرمول شیمیایی  K2MnO4 است.